# IC 3385
IC 3385 — галактика типу dI () у сузір'ї Волосся Вероніки.
Цей об'єкт міститься в оригінальній редакції індексного каталогу.